# Phaonia antennalis
Phaonia antennalis este o specie de muște din genul Phaonia, familia Muscidae, descrisă de Huckett în anul 1966.
Este endemică în California. Conform Catalogue of Life specia Phaonia antennalis nu are subspecii cunoscute.